# Campo morfogenético (biología del desarrollo)
En biología del desarrollo, un campo morfogenético es un área localizada en un embrión que sigue procesos particulares para el desarrollo de determinados órganos (véase el artículo inducción embriológica). Se refiere a un grupo de células cuya posición y finalidad están especificados y vinculados al mismo set de límites espaciales. La función o programa general de un campo morfogenético está determinada, para que un grupo de células particulares dé lugar a un órgano particular inclusive cuando sea trasplantado a una parte diferente del embrión. Sin embargo las células individuales dentro de un campo no están comprometidas, y las células del campo pueden regular sus destinos para reemplazar a otras células (Gilbert, 1949). 
El comportamiento en el desarrollo de una célula depende de las señales instructivas  del espacio circundante, y en este orden diferentes áreas en un embrión en desarrollo contienen instrucciones precisas sobre la forma y funcionamiento de sus órganos correspondientes. Estos campos ejemplifican la naturaleza modular de los embriones en desarrollo, y se supone que median la relación entre el genotipo y el fenotipo. Los campos periféricos sirven como una herramienta para describir la conexión entre la información biológica, codificada en las células, y la conformación física de un organismo en desarrollo (Morozova, 2013). 
Según Gilbert, es la célula, y no el genoma,  lo que funciona como la unidad de estructura y función orgánica, así, es el campo morfogenético, y no los genes ni las células, lo que funciona como una unidad mayor ontogénica cuyos cambios conllevan a su vez a cambios en la evolución (Gilbert, 1996). 
También se le ha denominado campo de organización y ecosistema celular (Gilbert, 1949). 
El término fue postulado por Boveri en 1910 y fue definido explícitamente por Alexander Gurvich en el mismo año (Gilbert, 1996). Sin embargo se desarrolla como un concepto relevante para el campo de la ciencia hacia mediados de los años treinta cuando se llevan a cabo diversos experimentos que parecían indicar el descubrimiento de la morfogénesis (Gilbert, 1996).

## Historia
En el área de la biología del desarrollo evolutivo, surge una síntesis evolutiva que pretende explicar eventos micro y macroevolutivos, y que comprende ámbitos de la biología que habían sido marginados por la síntesis moderna y la preponderancia de la genética. Estas áreas son la embriología, la macroevolución y la presencia de caracteres homólogos (Gilbert, 1996).
La síntesis moderna de la evolución propuesta por Morgan en 1932 fue la teoría predominante para explicar la evolución, que inclusive aún prevalece en la actualidad. En la síntesis moderna, la microevolución y los cambios genéticos explicaban la variabilidad entre poblaciones. Esta aproximación era válida ya que era cuantificable y se podía probar matemáticamente. La embriología, a su vez, comenzaba a cobrar un carácter poco científico, y dio paso a que la genética llenara el vacío como motor explicativo de la evolución (Gilbert, 1996). 
Los problemas que presentaba la embriología clásica se relacionaban con el hecho que la macroevolución sólo podía ser explicada por la microevolución, en cuyo caso quedaba  carente de un estatus propio. También las homologías sólo ofrecían evidencia  para la operación de la evolución, y no para el mecanismo subyacente. Por otro lado, la evolución dependía más de las diferencias entre organismos que de sus similitudes. En este sentido, los genes podían representar diferencias mientras que las homologías mostraban similitud, alejándose de una verdadera explicación de la evolución. La construcción de árboles filogenéticos basados en estructuras embriónicas similares parecía pasada de moda y poco científica comparada a la elegancia matemática de la genética de poblaciones (Gilbert, 1996). 
A mediados de 1930 se llevaron a cabo varios experimentos interesantes que parecían indicar las bases de la morfogénesis y que podían devolverle el estatus científico y relevante a la biología del desarrollo embriológico. El Laboratorio de Spemann estableció los cimientos del concepto del Organizador, Harrison demostró la polaridad de las extremidades, Hamburger y Weiss estudiaron el crecimiento y la especificidad de las neuronas, se propusieron los gradientes de Hörstadius y Child,  se efectuó la demostración de Willier y Rawles de la migración celular de la cresta neural, Witschi observó la determinación sexual y de las gónadas, y Needham, Waddington y Brachet construyeron la embriología bioquímica (Gilbert, 1996).  
El programa de investigación de este tipo de embriología se llamaría Gestaltungsgesetze, y pretendía descubrir las leyes de la forma organizada. El paradigma básico de la embriología, que le daba coherencia y estructura, eran los campos morfogenéticos (Gilbert, 1996). 
Hans Spemann reinventó este concepto como Organisationsfeld y dijo que el labio dorsal del blastoporo establecía tal campo de organización. Estos campos designaban áreas de información embriológica, delimitadas por substratos físicos. Los componentes de estos campos creaban una red de interacciones tales que cualquier célula se definía por su posición dentro del campo respectivo.

## Interpretaciones
En 1990, Rupert Sheldrake en su libro Una nueva ciencia para la vida. La hipótesis de la causación formativa, propone su teoría sobre los campos mórficos que se deriva de la idea de Campos morfogéneticos, siendo una interpretación bastante controvertida.